# Arthur Rowe
Arthur Rowe (17. srpna 1936 — 13. září 2003) byl britský koulař, mistr Evropy z roku 1958.
Nejúspěšnější sezónou pro něj byl rok 1958 - stal se ve Stockholmu mistrem Evropy. V letech 1957 až 1961 patnáctkrát vylepšil britský rekord ve vrhu koulí (z 16,94 m až na 19,56). Po skončení aktivní kariéry se stal trenérem.